# 1220

## Родени
- Александър Невски, руски княз (датата е приблизителна)